# Tettigarcta
Tectigarcta White, 1845 è un genere di cicale endemico dell'Australia, note in inglese con il nome comune di hairy cicadas ("cicale pelose"). È l'unico genere della famiglia Tettigarctidae (ordine Rhynchota Homoptera, superfamiglia Cicadoidea).

## Descrizione
I Tettigarctidae sono abbastanza simili ai Cicadidae, da cui differiscono per alcuni caratteri morfologici ed etologici: hanno il tegumento rivestito da una peluria, il pronoto particolarmente espanso e ricoprente in parte il mesonoto; cambia inoltre il decorso di alcune nervature alari.
I caratteri differenziali più evidenti risiedono però nella struttura degli organi sonori e del modo di comunicare. Gli organi sonori addominali sono infatti presenti in entrambi i sessi, mentre nei Cicadidi sono presenti solo nei maschi, sono poco sviluppati e poco funzionali e manca il sistema di amplificazione acustica addominale costituito dai sacchi aerei. Conseguenza di questa struttura morfoanatomica è l'incapacità di emettere il sonoro frinito tipico delle cicale propriamente dette. Manca inoltre il timpano ventrale, organo acustico con cui i Cicadidi percepiscono il canto dei maschi.
La comunicazione fra i Tettigarctidae avviene attraverso le vibrazioni. Il timballo trasmette la vibrazione sulla superficie su cui poggia l'insetto (foglie, rametti, ecc.) e si propaga attraverso questa. La percezione da parte degli altri simili avviene per mezzo di sensilli localizzati negli empodi dei tarsi.
A differenza dei Cicadidi, infine, i Tettigarctidae hanno abitudini notturne e durante il giorno tendono a nascondersi rifuggendo dalla luce.

## Sistematica e diffusione
La famiglia dei Tettigarctidae è in gran parte composta da specie fossili del Mesozoico e del Cenozoico. Le uniche due specie ancora esistenti rappresentano perciò un'entomofauna relitta confinata nella foresta pluviale temperata delle regioni montuose del sudest dell'Australia:
- Tettigarcta crinita, presente nello stato di Victoria e nel Nuovo Galles del Sud;
- Tettigarcta tomentosa, presente in Tasmania.